# Polythore victoria
Polythore victoria – gatunek ważki z rodziny Polythoridae. Występuje na terenie Ameryki Południowej.